# Teorema de Varignon (mecánica)

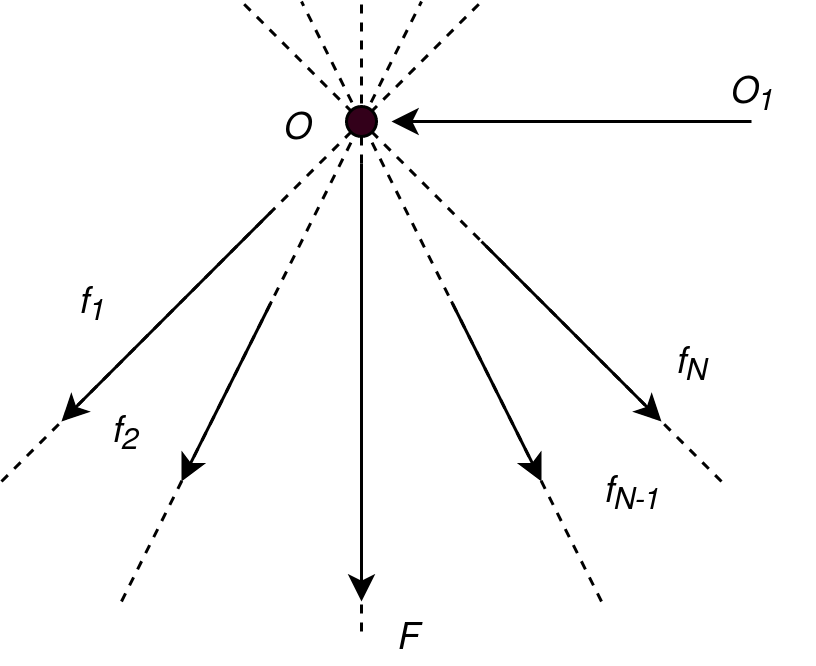
Teorema de Varignon: cálculo del momento de un conjunto de fuerzas concurrentes en un punto

El teorema de Varignon es una proposición enunciada por primera vez por el matemático neerlandés Simon Stevin a principios del siglo XVII, pero que debe su actual forma al matemático francés Pierre Varignon (1654-1722), quien lo enunció en 1687 en su tratado Nouvelle mécanique, como resultado de un estudio geométrico en el que, en contra de la opinión de los matemáticos franceses de su época, decidió trasladar las ideas expuestas por Newton a la notación y al enfoque sobre el análisis que sostenía Leibniz. 

## Enunciado y demostración
El teorema de Varignon es visto, gracias al empleo del cálculo vectorial, como una obviedad. Sin embargo, en su época tuvo una relevancia fundamental, ya que las fuerzas no eran vistas como vectores con un módulo, dirección y sentidos dados, sino como entelequias tremendamente abstractas cuyo tratamiento se veía complicado por una difícil e ineficaz semántica y simbología (que la notación de Leibniz vino a solventar), y por el empleo de técnicas geométricas muy ingeniosas pero difíciles de tratar.
Su enunciado, según la terminología actual, vendría a ser:
| Dadas varias fuerzas concurrentes en un punto, el momento resultante de las distintas fuerzas es igual al momento de la resultante de ellas, aplicada en el punto de concurrencia. |

donde se entiende como fuerzas concurrentes aquellas cuyas rectas soporte (que pasan por el punto de aplicación y llevan la dirección de la fuerza) se cortan en un punto O.
NOTA: No es necesario que las fuerzas sean concurrentes para que se pueda aplicar el teorema de varignon, para el que sepa componer fuerzas paralelas y hallar de las mismas su módulo o intensidad, sentido y recta de acción.  

### Demostración
Se tienen {\displaystyle n} fuerzas concurrentes, {\displaystyle {\vec {F}}_{1},{\vec {F}}_{2},...,{\vec {F}}_{n}}, aplicadas en los puntos {\displaystyle A_{1},A_{2},...,A_{n}}. El momento resultante respecto a un punto O es:

{\displaystyle {\vec {M}}_{O}=\sum _{i}{\overrightarrow {OA}}_{i}\times {\vec {F}}_{i}}

Ahora bien, por pasar cada recta soporte por el punto de concurrencia P se cumple para cada una:

{\displaystyle {\overrightarrow {PA}}_{i}\times {\vec {F}}_{i}={\vec {0}}}

por ser vectores paralelos. Por tanto, para cada momento individual:

{\displaystyle {\overrightarrow {OA}}_{i}\times {\vec {F}}_{i}=({\overrightarrow {OP}}+{\overrightarrow {PA}}_{i})\times {\vec {F}}_{i}={\overrightarrow {OP}}\times {\vec {F}}_{i}}

y para la resultante:

{\displaystyle {\vec {M}}_{O}=\sum _{i}{\overline {OP}}\times {\vec {F}}_{i}={\overrightarrow {OP}}\times \left(\sum _{i}{\vec {F}}_{i}\right)={\overrightarrow {OP}}\times {\vec {F}}}

Por tanto, el procedimiento para hallar el momento resultante consiste en llevar todas las fuerzas al punto de concurrencia, hallar la resultante de todas las fuerzas y luego calcular su momento respecto al punto O.
Al aplicar este teorema a la estática se tiene que, dado que la resultante de las fuerzas debe anularse, la condición para que un sólido sometido a tres fuerzas esté en equilibrio es que exista un punto P tal que las rectas soporte pasen por él (teorema de las tres fuerzas). De esta forma se anulan simultáneamente la resultante de las fuerzas y la de los momentos. Si este punto no existe, el sólido no puede estar en equilibrio.